# 勇静華
勇 静華（いさみ しずか、1979年（昭和54年）3月12日 - ）は、日本の元女優。血液型B型、身長160cm。東京都東久留米市出身。堀越高等学校卒。1990年代中期に学園ドラマに多数出演した。ボーントゥラン所属。

## 来歴・人物
- 東映児童演劇研修所に入所した8歳の頃から子役として映画・ドラマなどに出演[1]。『ツインズ教師』を皮切りに、学園ドラマに数多く出演したが、2000年以降は寡作となっており[2]、2009年10月19日に放送された『弁護士高見沢響子』第10作の出演を最後にメディア出演がない(2011年の第11作には登場せず)。かつてはイトーカンパニーに所属。
- ツインズ教師、映画「渚のシンドバッド」で共演した浜崎あゆみとは、実生活でも堀越学園の同級生でもあった。高校を中退した浜崎の学校での唯一の友人であったと言われている。
- ドラマでは、いつも不機嫌な顔をしている役が多いのだが1996年には河村理沙、荒真弓と共にアイドルグループPinoの第2期メンバーとして活動していた。CDも出している。
- 2008年に会社員男性と結婚し、2児を儲けるが2014年に離婚。現在はヤクルトレディとして勤務している[2]。

## 出演

### テレビドラマ
- 寝台急行「銀河」殺人事件（1986年、テレビ朝日）- 新見加奈子・銀河の乗客の娘役
- パパは年中苦労する（1988年、TBS）
- 超獣戦隊ライブマン（1988年、ANB / 東映） - ノゾミ役
- 愛無情（1988年、東海テレビ）
- 特警ウインスペクター 第10話「大人をやっつけろ」（1990年、ANB / 東映） - みちこ役
- 特救指令ソルブレイン 第45話（1991年、テレビ朝日） - 弓月ひろみ役
- 花の咲く家（1993年、東海テレビ/フジテレビ）
- ツインズ教師（1993年、テレビ朝日） - 森麻子役
- 飛べないオトメの授業中（1994年、フジテレビ）
- とっても母娘（1995年、TBS）
- さんかくはぁと（1995年、テレビ朝日）
- 金田一少年の事件簿「学園七不思議殺人事件」（1995年、日本テレビ） - 太田千明役
- 銀狼怪奇ファイル（1996年、日本テレビ） - 織田典子役
- きっと誰かに逢うために（1996年、テレビ東京）
- 花王愛の劇場 おひさまがいっぱい（1996年、TBS）
- 七星闘神ガイファード 第11話（1996年）
- ドラマ新銀河 賢治のほほえみ 風光る（1996年7月8日、NHK総合）
- エコエコアザラク 第6話（1997年）
- FiVE（1997年、日本テレビ）
- お嬢様は名探偵 第1話（1998年）
- 火曜サスペンス劇場 救急指定病院（1998年、日本テレビ） - 矢吹真由美役
- 花王愛の劇場 風になりたい（1998年、TBS）
- 月曜ミステリー劇場 弁護士高見沢響子シリーズ（1998年-、TBS）レギュラー - 加納英美（響子の娘）役
- 恋の奇跡 第7話（1999年、テレビ朝日）

### バラエティ・情報
- オ・ト・ナにして（1995年4月、テレビ朝日）
- ムキムキ!たまご（1995年10月、テレビ朝日）
- おねだり姫（1997年、テレビ朝日）
- 爆報!THEフライデー(2016年、TBS)

### CM
- 花王「ビオレU」（1993年） - 一色紗英と共演
- カシオ「ポップクラブ」
- たらみ「フルーツゼリー」
- 森永乳業 「エスキモーPino」（1996年）
- 大塚化学「オロナミンCドリンク」（1996年）

### 映画
- 螢川（1987年、キネマ東京）
- 風のあるぺじお（1987年）
- ふ・し・ぎ・なBABY（1988年、東宝）
- 夢（1990年、黒澤プロ）
- 渚のシンドバッド（1995年、東宝） - 松尾リカ 役
- Wiz/Out（2007年）

### ラジオ
- Pinoのパジャマ学園

### 舞台
- まぼろし探偵（1994年）

### ゲーム
- トワイライトシンドローム 探索編・究明編（1996年） - 岸井ミカ(モーションモデル)